# Kaarle McCulloch
Kaarle McCulloch (Campbelltown, 20 gennaio 1988) è una pistard australiana, vincitrice del bronzo olimpico a Londra 2012 e di quattro titoli mondiali nella velocità a squadre.
In carriera ha vinto anche tre medaglie d'oro ai Giochi del Commonwealth, sette prove di Coppa del mondo e numerosi titoli oceaniani e australiani.

## Palmarès
- 2006

Campionati australiani, 500 metri Juniores
Campionati australiani, Velocità Juniores
- 2007

Campionati oceaniani, 500 metri
Campionati oceaniani, Velocità a squadre (con Kerrie Meares)
Campionati oceaniani, Keirin
- 2008

Campionati australiani, 500 metri
Campionati australiani, Velocità
Campionati australiani, Keirin
Campionati oceaniani, 500 metri
- 2009

5ª prova Coppa del mondo 2008-2009, Velocità a squadre (Copenaghen, con Anna Meares)
Campionati del mondo, Velocità a squadre (con Anna Meares)
1ª prova Coppa del mondo 2009-2010, Velocità a squadre (Manchester, con Anna Meares)
- 2010

Campionati australiani, 500 metri
Campionati australiani, Velocità
Campionati australiani, Keirin
Campionati australiani, Velocità a squadre (con Madison Law)
Campionati del mondo, Velocità a squadre (con Anna Meares)
Giochi del Commonwealth, Velocità a squadre (con Anna Meares)
Campionati oceaniani, 500 metri
Campionati oceaniani, Velocità a squadre (con Emily Rosemond)
- 2011

Campionati australiani, 500 metri
Campionati australiani, Velocità a squadre (con Cassandra Kell)
4ª prova Coppa del mondo 2010-2011, Velocità a squadre (Manchester, con Anna Meares)
Campionati del mondo, Velocità a squadre (con Anna Meares)
Campionati australiani, Velocità a squadre (con Madison Law)
US Grand Prix of Sprinting, Velocità a squadre (Colorado Springs, con Anna Meares)
- 2012

Campionati australiani, 500 metri
Campionati oceaniani, Velocità
Campionati oceaniani, 500 metri
- 2013

3ª prova Coppa del mondo 2012-2013, Velocità a squadre (Aguascalientes, con Stephanie Morton)
Campionati australiani, 500 metri
Campionati oceaniani, Velocità a squadre (con Stephanie Morton)
- 2014

Campionati oceaniani, Velocità a squadre (con Stephanie Morton)
1ª prova Coppa del mondo 2014-2015, Velocità a squadre (Guadalajara, con Stephanie Morton)
- 2015

Campionati oceaniani, 500 metri
- 2016

Campionati oceaniani, Velocità
Campionati oceaniani, 500 metri
- 2017

Campionati australiani, Keirin
Campionati oceaniani, Velocità a squadre (con Stephanie Morton)
Campionati oceaniani, 500 metri
- 2018

Campionati australiani, 500 metri
Giochi del Commonwealth, Velocità a squadre (con Stephanie Morton)
Giochi del Commonwealth, 500 metri
Japan Track Cup #1, Keirin
Campionati oceaniani, Velocità a squadre (con Stephanie Morton)
Campionati oceaniani, 500 metri
2ª prova Coppa del mondo 2018-2019, Velocità a squadre (Milton, con Stephanie Morton)
- 2019

Campionati del mondo, Velocità a squadre (con Stephanie Morton)
Campionati australiani, 500 metri
Campionati australiani, Velocità a squadre (con Selina Ho)
Campionati oceaniani, 500 metri
Campionati oceaniani, Velocità a squadre (con Stephanie Morton)
- 2020

Campionati oceaniani, Velocità a squadre (con Stephanie Morton)

## Piazzamenti

### Competizioni mondiali
- Campionati del mondo

Gent 2006 - 500 metri Juniores: 3ª
Manchester 2008 - 500 metri: 12ª
Manchester 2008 - Velocità: 12ª
Manchester 2008 - Keirin: 16ª
Pruszków 2009 - 500 metri: 6ª
Pruszków 2009 - Velocità a squadre: vincitrice
Pruszków 2009 - Velocità: 8ª
Pruszków 2009 - Keirin: 9ª
Ballerup 2010 - 500 metri: 6ª
Ballerup 2010 - Velocità: 6ª
Ballerup 2010 - Velocità a squadre: vincitrice
Ballerup 2010 - Keirin: 4ª
Apeldoorn 2011 - Velocità a squadre: vincitrice
Apeldoorn 2011 - Velocità: 10ª
Apeldoorn 2011 - Keirin: 13ª
Melbourne 2012 - 500 metri: 4ª
Melbourne 2012 - Velocità a squadre: 2ª
Melbourne 2012 - Velocità: 17ª
Melbourne 2012 - Keirin: 9ª
Minsk 2013 - Velocità a squadre: 4ª
Minsk 2013 - 500 metri: 6ª
Minsk 2013 - Velocità: 7ª
Minsk 2013 - Keirin: 11ª
St-Quentin-en-Yv. 2015 - Velocità a squadre: 3ª
Londra 2016 - Velocità: 13ª
Londra 2016 - Keirin: 8ª
Hong Kong 2017 - Velocità a squadre: 2ª
Hong Kong 2017 - Velocità: 6ª
Hong Kong 2017 - Keirin: 13ª
Pruszków 2019 - Velocità a squadre: vincitrice
Pruszków 2019 - Velocità: 10ª
Pruszków 2019 - 500 metri: 3ª
Pruszków 2019 - Keirin: 2ª
Berlino 2020 - Velocità a squadre: 2ª
Berlino 2020 - Velocità: 20ª
Berlino 2020 - 500 metri: 14ª
- Giochi olimpici

Londra 2012 - Velocità a squadre: 3ª
Tokyo 2020 - Keirin: 9ª
Tokyo 2020 - Velocità: 13ª
- Giochi del Commonwealth

New Delhi 2010 - Velocità a squadre: vincitrice
New Delhi 2010 - Velocità: 4ª
New Delhi 2010 - 500 metri: 2ª
Gold Coast 2018 - Velocità a squadre: vincitrice
Gold Coast 2018 - Velocità: 3ª
Gold Coast 2018 - 500 metri: vincitrice
Gold Coast 2018 - Keirin: 2ª